# 어소시에이티드 브리티시 푸즈
어소시에이티드 브리티시 푸즈(영어: Associated British Foods)는 영국의 식품 기업이다.